# Arnd Meier
Arnd Meier (Hannover, 1 de março de 1973) é um ex-automobilista alemão.
Tendo iniciado sua carreira no kart em 1988, correu na Fórmula Renault e na Fórmula 3 de seu país, junto com Jarno Trulli e Nick Heidfeld, futuros pilotos de Fórmula 1. Aventurou-se também na CART entre 1997 e 1998, defendendo as equipes Project Indy e Davis, não obtendo resultados de destaque. Em sua primeira corrida, no circuito australiano de Surfer's Paradise, Meier se notabilizou ao liderar duas voltas, resultado de uma estratégia de pits ousada. Outra marca obtida por ele foi a de ser o único piloto com chassi Lola no grid.
Sua melhor posição de chegada foi um 10º lugar no GP de Laguna Seca, em 1998. No mesmo ano, atrapalhou o italiano Alessandro Zanardi no GP do Brasil, o que beneficiou o canadense Greg Moore; irritado, o piloto da Chip Ganassi Racing discutiu com Meier, e os dois quase protagonizaram uma briga maior nos boxes, que foi impedida rapidamente.
Voltou à Europa em 1999, para correr na Fórmula 3000. Pela equipe Nordic Racing, não se classificou para nenhuma das 8 corridas em que se inscreveu. Em 2004, conquistou seu único título como piloto profissional, ao vencer a Endurance Championship BFGoodrich em parceria com René Wolff, pilotando um BMW 318i. Após sua aposentadoria, passou a trabalhar como engenheiro automotivo. Voltou às pistas em 2014, pilotando carros clássicos.